# ラストリゾート
『ラストリゾート』 (LAST RESORT) とは、1992年に日本のSNKより発売されたアーケード（MVS）用の横スクロールシューティングゲームである。

## 概要
全5ステージ、2周エンド。2人同時プレイ可能。MVS初の横スクロールシューティングゲームであり、綿密に書き込まれた機械的・有機的なグラフィックや演出に特徴がある作品である。
本作の製作にはアイレムで『エアデュエル』の開発に携わった児玉光生（現・株式会社ケーツー代表取締役）が関わっており、そのためかグラフィックやゲームシステムの一部（「ユニット」の存在や、溜め攻撃など）がアイレム製の『R-TYPE』によく似ている（なおSNKプレイモアのPSP用ソフト『NEOGEO HEROES 〜Ultimate Shooting〜』専用ウェブサイトにて掲載されている本作の紹介記事において、『R-TYPE』開発スタッフによる作品であることをにおわせる記述がある）。

## ストーリー
西暦2XX0年、人類は宇宙植民開始とともに、スペースコロニーへ移行した。既に地球の総人口は900億を突破していた。しかし長年に渡る大気汚染と化石燃料によって砂漠化が進行していた。更に悪化することを防止するために、21世紀後半からスペースコロニー(宇宙植民地)の建設が開始され、人口天体の建造、また銀河系の多くの惑星にも恒久都市が築かれた。そんなある日、それらを制御する中枢系統を司っていたメインコンピューターに発生したウイルスが意志を持ち人類に反撃を始めたのだった。

## ユニット
武器アイテム（詳細は#アイテムを参照）を取得することで自機は「高軌道ユニット（以下、「ユニット」）」を装備する。「ユニット」は無敵で、自機のショット攻撃に連動してショットを放ち、敵弾を防ぐ能力がある。

### ユニットの操作
「ユニット」は自機の周囲を円状に動かせる。これを(公転)という。自機の移動方向とは正反対の方向に回転しながら移動する性質があり、また砲門も自機の移動方向とは正反対の方向に向く。
「ユニット」が装備されている状態でショットボタンを押し続けると、「ユニット」にエネルギーが溜まり、画面下部のPOWゲージが上昇していく。この時ショットボタンを放すと、「ユニット」が位置している方向に向かって飛んでいき、体当りで敵機にダメージを与える。POWゲージが高ければ高いほど、飛ばした「ユニット」の攻撃力が上がる。
「ユニット」が装備されている状態の時にユニットボタンを押すと「ユニット」の配置を固定できる。ただし、砲門の向き(自転)は固定されない。配置固定時に再度ユニットボタンを押すことで「ユニット」の固定が解除され、再び回転移動させられる。

### ユニットのタイプ
武器アイテムを取得した時、そのアイテムの色が青か赤かで、「ユニット」の色も青か赤に変化する。「ユニット」の色により、「ユニット」を飛ばした時（溜め攻撃時）の「ユニット」の挙動が変化する。
- 青（リターンユニット）：ユニットが地形に当たると反射し跳ね返る。
- 赤（グランドユニット）：ユニットが地形に当たると地形に沿って進む。

## アイテム
本作に登場するアイテムは以下の通りである。
武器アイテム
武器アイテムは一定時間で青と赤の2色に変化する（色の効果については、前述の#ユニットのタイプを参照）。以下の3つのアイテムを取得すると、まずは自機に「ユニット」が装備される。その後さらに取得することでそれぞれの武器を使用できるようになる。3つ目を取得することで、それぞれ2段階目の武器性能になり、4つ目で3段階目の最強性能となる。この3種の武器は排他選択であり、複数種類を同時に装備できない。なお、『R-TYPE』とは異なり、この3種の武器は全て自機から発射される。
- L（レーザー）
自機正面に向かって一直線上に伸びるレーザーを発射する。2段階目でリングレーザーが追加、3段階目でリングレーザーの大きさが増大し、その分だけ攻撃範囲が拡大する。一直線のレーザーは地形以外はほぼ貫通するが、リングレーザーの貫通性能はさほど高くはない。
- H（ホーミング）
自機の上下方向に2発のミサイルを発射。ミサイルは発射された後、敵機をサーチしつつ前方方向へ進んでいく。2段階目で発射されるミサイルの数が計4発になり、3段階目で計6発になる。ミサイルのホーミング性能は、正面方向から上下に約45度までである。
- G（グレネード）
自機の前方上下方向に、地形や敵機に当たると爆発する爆弾を発射する。2段階目以降は連爆するようになり、2段階目では連爆の数（範囲）が3に、3段階目で連爆の数が5になる。連爆は地形に沿って進む。

その他
- S（スピードアップ）
取得するごとに自機の移動速度が上がる。
- 逆S（スピードダウン）
取得するごとに自機の移動速度が下がる。

## 評価
ネオジオフリークが1997年に同誌で行ったネオジオゲームツインレビューでは7、3の10点。レビュアーは発売当時流行していたタメ撃ちやユニット装備と攻撃など満載な暗めの横シューティングで、難易度についてかなり高く初心者はとっつにくいとする者と横シューティングによくあるパターンを覚えれば楽しめると考えるが少し薄味なゲームだとした者で分かれた。
エレクトロニック・ゲーミング・マンスリーでは4人のレビュアーがネオジオ版は印象的なグラフィックとサウンドがあるが、影響の大きいスピードの低下がたびたび発生するためコンソールのパワフルなハードウェアとカートリッジの高価格からして特に許し難いと感じて、5.25/10のスコアを与えた。

## 移植版
| No. | タイトル                          | 発売日                                    | 対応機種                           | 開発元                            | 発売元             | メディア                              | 型式                                                           | 備考                         |
| --- | --------------------------------- | ----------------------------------------- | ---------------------------------- | --------------------------------- | ------------------ | ------------------------------------- | -------------------------------------------------------------- | ---------------------------- |
| 1   | ラストリゾート                    | 1992年4月24日 1992年                      | ネオジオ                           | SNK                               | SNK                | ロムカセット                          |                                                                |                              |
| 2   | ラストリゾート                    | 1994年9月9日 1994年                       | ネオジオCD                         | SNK                               | SNK                | CD-ROM                                |                                                                |                              |
| 3   | SNKアーケードクラシックスVol.1    | 2008年4月29日 2008年9月20日 2009年5月21日 | PlayStation 2 PlayStation Portable | Terminal Reality アルファ電子 SNK | SNK                | PS2:DVD-ROM PSP:UMD                   | PS2: SLUS-21724 SLES-55232 PSP: ULUS-10338 ULES-01105 ULJS-193 | 日本ではPSP版のみ発売        |
| 4   | ラストリゾート                    | 2011年3月29日                             | Wii                                | SNK                               | D4エンタープライズ | ダウンロード （バーチャルコンソール） | -                                                              | ネオジオ版の移植             |
| 5   | ラストリゾート                    | INT 2017年5月2日                          | PlayStation 4 Xbox One             | ハムスター                        | ハムスター         | ダウンロード （アケアカNEOGEO）       | -                                                              | MVS版の移植                  |
| 6   | ラストリゾート                    | INT 2017年6月1日                          | Nintendo Switch                    | ハムスター                        | ハムスター         | ダウンロード （アケアカNEOGEO）       | -                                                              | MVS版の移植                  |
| 7   | ラストリゾート                    | INT 2022年3月3日                          | iOS Android                        | ハムスター                        | ハムスター         | ダウンロード （アケアカNEOGEO）       | -                                                              | MVS版の移植                  |
| 8   | アケアカNEOGEO セレクション Vol.3 | 2025年4月10日                             | Nintendo Switch                    | ハムスター                        | SNK                | Switch用ゲームカード                  | -                                                              | MVS版の移植 収録ソフトの一つ |